# Yapaki Bakoko
Yapaki est un village du groupement Bakoko de la Région du Littoral au Cameroun, situé dans le département du Moungo et la commune de Dibombari, sur la nationale N°5. La route qui relie Bwélélo vers Njouki.

## Présentation
Yapaki est un village de la commune de Dibombari. Il s’étend du lieu-dit Mikwèlè passant par les échangeurs Yapaki qui relient les régions du Littoral, du Sud Ouest, de l'Ouest est du Nord - Ouest. Il partage ses limites avec Bomono Ba Mbengue, Bonendallè (arrondissement de Douala 4e) et Njouki.

## Population
En 1967, la population de Yapaki était de 61 habitants, essentiellement constituée des Bakoko issus de trois familles, Yakoti, Yakanga, et Kubanka. Une variance qui a considérablement avec la pénétration les originaires des régions anglophones du pays. 

## Chefferie
Bakoko Yapaki a une chefferie traditionnelle de 3e et son chef est sa majesté Mbelle Kotto François qui remplace sa majesté Moulendè Essoungou Issac.  Au-dessus de celle - ci se trouve une chefferie supérieure de 2e degré au trône duquel se trouve sa Njockè Essawé Maurice.

## Peuple et langue
La langue des Bakoko est le bakoko, une langue bantou.

## Infrastructures
Yapaki abrite plusieurs infrastructures scolaires, routières et sanitaires, donc le centre oncologique du Cameroun. On y trouve également de multiples entreprises dans divers domaines, ainsi qu'un poste national d'électricité (Poste de Bakoko). Yapaki Bakoko entre aussi dans le plan communautaire de développement de Dibombari. 